# دهستان کارما
دهستان کارما (به لاتین: Kaarma Parish) یک دهستان در استونی است که در شهرستان ساره واقع شده‌است.

## خصوصیات
دهستان کارما ۴۰۰ کیلومترمربع مساحت و ۴٬۶۰۸ نفر جمعیت دارد.

## خواهرخوانده
شهر دهستان وایک-ماریا خواهرخواندهٔ دهستان کارما هست.